# Franz Hartnagel

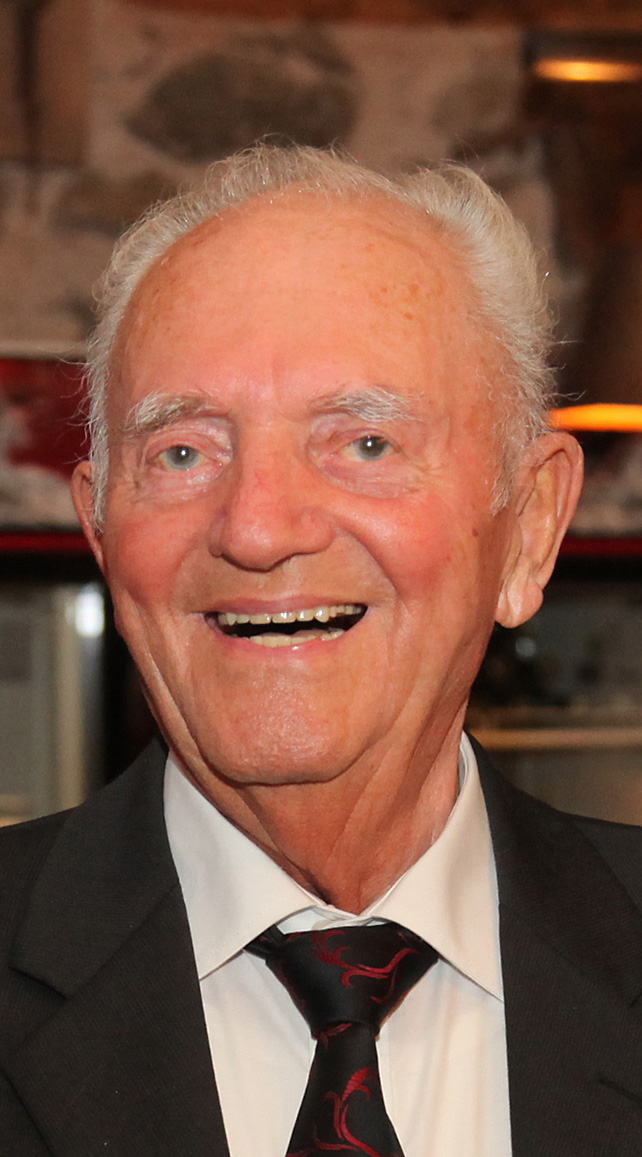
Franz Hartnagel (2009)

Franz Hartnagel (* 10. Juli 1919 in Einhausen; † 5. Januar 2010 in Heppenheim) war ein deutscher Kommunalpolitiker (CDU) im Landkreis Bergstraße.

## Leben
Hartnagel engagierte sich ab 1946 in der Kommunalpolitik von Einhausen. Von 1954 bis 1973 war er Bürgermeister seiner Heimatgemeinde. Darüber hinaus gehörte er ab 1958 dem Kreistag des Landkreises Bergstraße an und war von 1960 bis 1977 ehrenamtlicher Kreisbeigeordneter, ehe er 1977 zum hauptamtlichen Ersten Kreisbeigeordneten gewählt wurde. Von 1982 bis 1985 war Hartnagel Landrat des Kreises Bergstraße. In der Bevölkerung hatte er den Beinamen Kaiser Franz.
Hartnagel war verheiratet mit Katharina (geb. Wüst).

### Stiftungen
1989 gründete Hartnagel die Franz-Hartnagel-Stiftung zur Förderung Einhäuser Vereine. 1999 erhöhte er das Kapital der Stiftung anlässlich seines 80. Geburtstages auf eine Million DM und fügte auch den Sportkreis Bergstraße den Empfangsberechtigten hinzu.
Im Jahre 2008 gründete er weiterhin die Altenhilfestiftung Franz Hartnagel zur Förderung der Altenbetreuung in Einhausen.

## Auszeichnungen und Ehrungen
- 1969: Bundesverdienstkreuz 1. Klasse[5]
- 1973: Ehrenbürgermeister der Gemeinde Einhausen[3]
- 1979: Ehrenplakette des Kreises Bergstraße
- 1985: Großes Verdienstkreuz des Verdienstordens der Bundesrepublik Deutschland[5]
- 1989: (Erster und bislang einziger) Ehrenbürger der Gemeinde Einhausen[3]